# Biblioteka Główna Wojskowej Akademii Technicznej
Biblioteka Główna Wojskowej Akademii Technicznej im. Jarosława Dąbrowskiego (BG WAT) – biblioteka jest specjalistyczną placówką naukową, należącą do sieci bibliotek wojskowych, gromadzącą źródła informacyjne polskie i zagraniczne z zakresu nauk ścisłych o profilu zbiorów cywilno-wojskowych.

## Historia Biblioteki
Biblioteka Główna Wojskowej Akademii Technicznej została powołana równocześnie z Wojskową Akademią Techniczną, która została utworzona w marcu 1951 r.. Początkowo BG WAT nosił nazwę Biblioteki Technicznej, którą w późniejszym okresie przemianowano na Bibliotekę Naukową, a pod koniec lat 60 XX wieku na Bibliotekę Główną Wojskowej Akademii Technicznej, zgodnie z ustawą z dnia 31 marca 1965 r.
W pierwszym okresie istnienia placówka nie miała własnej siedziby, a pomieszczenia Biblioteki znajdowały się w kilku budynkach rozproszonych na terenie Akademii. W 1954 r. zatwierdzono projekt budowy pięciokondygnacyjnego gmachu Biblioteki. Budynek został oddany do użytku w drugim kwartale 1957 r.  
W latach 2010–2013 staraniem władz Akademii i dzięki dofinansowaniu ze środków unijnych Biblioteka doczekał się gruntowego remontu. Placówka została unowocześniona i przystosowana do potrzeb różnych grup czytelników. Zmodernizowano i otwarto nowe przestrzenie dla użytkowników, pozwalające na swobodną naukę. W następnych latach wdrożono szereg usług takich jak: samoobsługowa wrzutnia, książkomat, uruchomienie zdalnego dostępu do prasy elektronicznej e-prasa oraz e-booków (e-bazy).

## Cele i zadania Biblioteki
Do zadań biblioteki należy:
1. zapewnienie warunków do studiowania, szkolenia, pracy naukowej i dydaktycznej poprzez gromadzenie, opracowywanie, udostępnianie i magazynowanie zbiorów, niezbędnych do realizacji procesu dydaktycznego Akademii i obsługi badań naukowych
2. prowadzenie działalności informacyjnej
3. zapewnienie szerokiego dostępu do wszelkiego rodzaju źródeł informacji naukowo-technicznej
4. bieżąca rejestracja i upowszechnianie wyników badań naukowych prowadzonych w Akademii
5. dokumentowanie dorobku naukowego pracowników WAT, w tym tworzenie bazy bibliograficznej i repozytorium tekstów naukowych powstałych w WAT
6. współpraca z bibliotekami oraz instytucjami naukowymi i kulturalnymi w kraju i za granicą[5].

## Władze Biblioteki
- kpt. Marian Kłodos 1951–1952
- mjr Jerzy Wianecki 1952
- płk Mieczysław Józef Lewkowicz 1952–1967
- płk Zbigniew Witkowski 1967–1981
- płk Bogdan Ludwik Węcki 1981–1991
- płk Franciszek Chwalczyk 1991–2013
- dr Bogumiła Konieczny-Rozenfeld 2013–2022
- mgr Bożena Chlebicka-Abramowicz 2022–obecnie

## Zbiory
Biblioteka Główna Wojskowej Akademii Technicznej gromadzi dorobek piśmienniczy o profilu matematyczno-przyrodniczym, dostosowanym do potrzeb oraz zainteresowań studentów i pracowników Akademii. Głównym wyznacznikiem polityki gromadzenia zbiorów jest wymóg realizacja procesu dydaktycznego uczelni oraz  zapotrzebowania poszczególnych wydziałów na materiały informacyjne. 
W początkowym okresie na zbiory Biblioteki składały się: księgozbiór główny, szkoleniowy oraz tajny. Księgozbiór główny obejmował dzieła naukowe i literaturę z zakresu nauk technicznych. Księgozbiór szkoleniowy zaś obejmował podręczniki oraz normy PKN. Równolegle z rozwojem księgozbioru rozwijał się dział czasopism.  
Obecnie w Bibliotece Głównej udostępniane są książki, czasopisma, zbiory elektroniczne, rozprawy doktorskie oraz prace naukowo-badawcze.
W Bibliotece udostępniany jest także zbiór materiałów dydaktycznych - skrypty WAT, wspomagające proces dydaktyczny i ilustrujące aktywność i osiągnięcia naukowe pracowników WAT. Niewątpliwie stanowią one doskonały warsztat merytoryczny dla osób zajmujących się obszarami wiedzy z zakresu m.in.: techniki wojskowej, budownictwa, chemii, matematyki, fizyki, informatyki, elektrotechniki i elektroniki w ujęciu historycznym. Poza literaturą naukową Biblioteka posiada w swoich zbiorach księgozbiór beletrystyczny, udostępniany w Wypożyczalni Beletrystycznej.
Od listopada 2011 r. Biblioteka współpracuje z Centrum NUKAT poprzez importowanie gotowych rekordów bibliograficznych do lokalnego systemu bibliotecznego, a od grudnia 2015 r. dodatkowo tworzy nowe rekordy bibliograficzne oraz rekordy KHW.

## Pracownia Digitalizacji
W pracowni digitalizacji ma miejsce skanowanie wybranych materiałów bibliotecznych. Dzięki tym działaniom możliwa jest optymalizacja przestrzeni magazynowej, ułatwienie dostępu do zasobów bibliotecznych w formie elektronicznej, a także ochrona archiwalnych zasobów BG WAT. 

## Baza Wiedzy WAT
Baza Wiedzy Wojskowej Akademii Technicznej rejestruje dorobek naukowy pracowników, doktorantów oraz studentów WAT. Baza zawiera dane bibliograficzne oraz metadane z czasopism naukowych, monografii, rozdziałów w monografiach, publikacji naukowych z konferencji krajowych i międzynarodowych, projekty, patenty, prace dyplomowe, a także rozprawy doktorskie.  

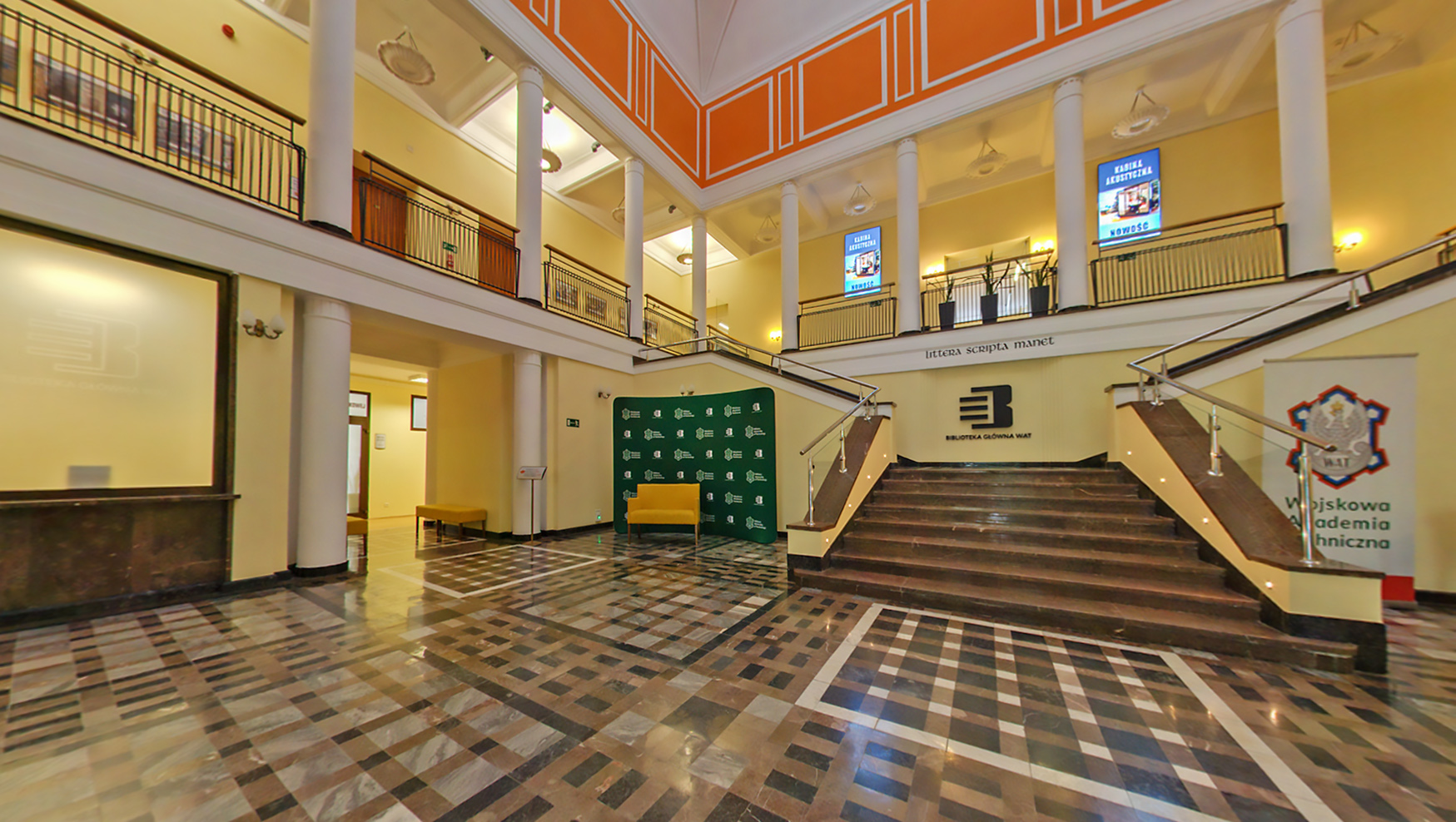
Hol Biblioteki WAT

Baza Wiedzy jest cennym źródłem danych do oceny pracowników naukowych WAT. Ponadto umożliwia komunikację między pracownikami naukowymi Akademii, a innymi ośrodkami naukowymi oraz instytucjami finansującymi badania naukowe.  

## Usługi
Biblioteka udostępnia użytkownikom kabinę akustyczną oraz kabiny do nauki indywidualnej.
Biblioteka jest częścią wspólnego projektu bibliotek warszawskich uczelni wyższych, pod nazwą System Wypożyczeń Warszawskich (BiblioWawa), który umożliwia wypożyczanie zbiorów na zasadzie wzajemności.
Biblioteka posiada samoobsługowy książkomat i wrzutnię, umożliwiające całodobowy odbiór i zwrot wypożyczonych książek.
Czytelnicy mogą korzystać z kabin do nauki indywidualnej w których znajdują się miejsca do nauki i odpoczynku, wygodne kanapy, pufy, stoliki z krzesłami, komputer z dostępem do Internetu, drukarki i skaner.

## Działalność
W Bibliotece odbywają się konferencje, szkolenia i seminaria. Jest ona również organizatorem imprez kulturalnych: spotkań autorskich, wystaw fotograficznych i malarskich oraz koncertów okolicznościowych.
W budynku i wnętrzach BG WAT kręcono sceny do filmu Ryś w reżyserii Stanisława Tyma, serial sensacyjny Odwróceni w reżyserii Jarosława Sypniewskiego i Jacka Filipiaka. Placówka stała się tłem dla komisariatu policji w filmie Jak pozbyć się cellulitu w reżyserii Andrzeja Saramonowicza. Kręcono tu także sceny do filmu I Miss You w reżyserii Emily Atef oraz serialu obyczajowego Na dobre i na złe.